# Luis Díaz (piloto)
Luis Miguel Díaz Castell (Ciudad de México, México, 1 de diciembre de 1977) es un piloto de automovilismo mexicano. Actualmente es miembro de la Escudería Telmex. En 2014 corrió en el WeatherTech SportsCar Championship.

## Monoplazas
Díaz debutó en el kartismo a la edad de 10 años, y fue campeón de México en la categoría A y la Súper 100cc. Luego resultó tercero en la Fórmula Reynard 1996, y campeón de la Fórmula 3 Mexicana en 1998.
Tras resultar novato del año en la Indy Lights Panamericana en 1999, Díaz disputó una carrera de la Indy Lights estadounidense. Luego de que fracasara su proyecto para disputar la Fórmula 3000, el piloto se instaló en Estados Unidos y disputó la Indy Lights durante dos años. Resultó 13º en 2000 sin podios, y séptimo en 2001 con un podio y dos cuartos puestos.
Ante la desaparición de la Indy Lights para la temporada 2002, el mexicano optó por retroceder a la Fórmula Atlantic. Logró dos victorias, un tercer puesto y un quinto, para terminar cuarto en la tabla general por detrás de Jon Fogarty, Michael Valiante y Alex Gurney. En 2003 logró tres sextos lugares como mejores resultados, y quedó octavo en el campeonato.
En paralelo, Díaz disputó la fecha de México de la CART en 2003 y 2003 para los equipos Fernández y Walker respectivamente. En ambos casos abandonó tempranamente por fallas mecánicas.

## Grand-Am y ALMS
Al no poder dar el salto a la Champ Car o la IndyCar, el mexicano pasó a correr con sport prototipos en la serie Grand-Am 2004 con un Riley Lexus del equipo Ganassi. Acompañado de Jimmy Morales, obtuvo dos terceros puestos, tres cuartos y un quinto, que lo colocaron 12º en el campeonato de pilotos. Además, completó la prueba de novatos para las 500 Millas de Indianápolis de la IndyCar Series también con Ganassi, aunque luego no intentó clasificar.
Díaz permaneció con Ganassi en 2005, teniendo como compañero de butaca a Scott Pruett. Obtuvo tres victorias y ocho podios en 14 carreras, con lo que obtuvo el subcampeonato por detrás de Max Angelelli y Wayne Taylor. Ese mismo año, corrió en una fecha del A1 Grand Prix con el equipo mexicano.
En 2006, el mexicano acumuló cinco victorias y ocho podios en 14 carreras, nuevamente junto a Pruett. Jörg Bergmeister lo relegó al subcampeonato por su mayor regularidad, aunque Ganassi logró el título de equipos.
Para la temporada 2007, Díaz pasó a disputar la American Le Mans Series para el equipo Fernández con un Lola-Acura de la clase LMP2 junto a Adrián Fernández. Logró tres podios en su clase, además del tercer puesto absoluto en su debut en las 12 Horas de Sebring. Así, culminó 11º en el campeonato de pilotos de LMP2 y cuarto en el campeonato de equipos.
Fernández pasó a correr con un Acura ARX-01b en 2008. Díaz obtuvo dos podios en la clase LMP2, de modo que resultó 12º en el campeonato de pilotos y quinto en el campeonato de equipos.
Ante el retiro de los equipos Penske, Highcroft y Andretti Green para la ALMS 2009, la clase LMP2 quedó convertida en un duelo entre Fernández y Dyson. Díaz y Fernández derrotaron a las dos duplas de Dyson en ocho de diez fechas, incluyendo las 12 Horas de Sebring, de modo que lograron ambos títulos.
Fernández cerró el equipo en 2010. Por tanto, Díaz disputó las primeras cuatro fechas de la ALMS con Alex Job en la clase GTC, resultando tercero en las 12 Horas de Sebring, y las últimas cuatro fechas con PR1/Mathiasen en la clase LMPC, obteniendo tres podios.
En 2011, el mexicano corrió en cuatro fechas de la ALMS con el equipo Level 5 en la clase LMP2. Venció en las 12 Horas de Sebring, fue el único competidor en las fechas de Road America y Laguna Seca, y llegó retrasado en Petit Le Mans. Eso le bastó para resultar subcampeón por detrás de sus compañeros de equipo Christophe Bouchut y Scott Tucker. Con dicho equipo, participó además en las 24 Horas de Daytona, resultando octavo con un Roley BMW.
Díaz siguió corriendo con Level 5 en la ALMS 2012, ahora con dos equipos rivales en la clase LMP2. Ganó en Laguna Seca y Petit Le Mans, y logró otros dos podios. De este modo, quedó sexto en el campeonato de pilotos. Asimismo, corrió las 24 Horas de Le Mans del Campeonato Mundial de Resistencia, donde abandonó.
El mexicano participó en dos fechas de la ALMS con el equipo Molecule, obteniendo una victoria y un segundo puesto en la clase LMPC. Luego disputó las 6 Horas de Watkins Glen de la Grand-Am con un Chevrolet Corvette DP de 8 Star.